# Zalutschia tornetraeskensis
Zalutschia tornetraeskensis är en tvåvingeart som först beskrevs av Edwards 1941.  Zalutschia tornetraeskensis ingår i släktet Zalutschia, och familjen fjädermyggor. Arten är reproducerande i Sverige.